# Kostrena-félsziget
A Kostrena (horvátul: poluotok Kostrena) egy félsziget Horvátországban, Tengermellék-Hegyvidék megyében, Fiume városától délkeletre.

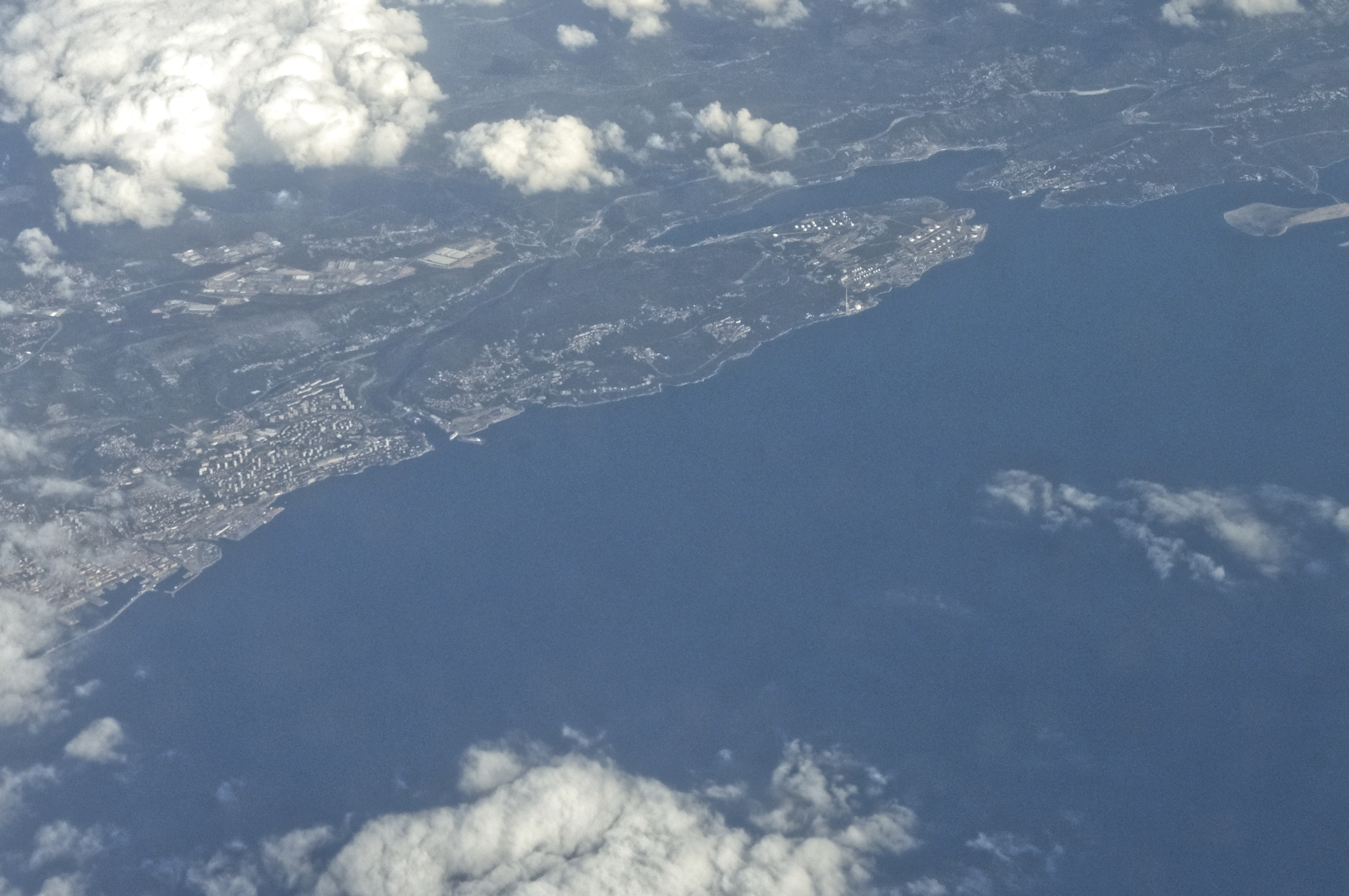
A Kostrena-félsziget légifényképe (felül a Bakari-öböl, alul, balra Fiume városa)

## Fekvése
A Kostrena-félsziget a Martinšćica-öböl és a Fiume város tágabb területének részét képező Bakari-öböl (Sršić-fok) közötti félsziget, mely mintegy tíz kilométer hosszan nyúlik el. A Kostrena az északnyugati oldalról zárja le a Bakari-öblöt. Jelentősebb tengeröblei a Žurkovo-, a Svežanj- és a Podurinj-öblök. A települések a szelídebb lejtésű délnyugati oldalán fekszenek, mivel a többi oldalon a félsziget partjai magasak (elérik 254 métert is).

## Népesség
Nagyobb települései: Paveki (876 lakos, 2001), Kostrena Sveta Lucija (682 lakos), Vrh Martinšćice (493 lakos), Glavani (490 lakos), Šodići (405 lakos) és Rožmanići (201 lakos). Kostrena népe kiváló matrózként ismert.

## Gazdaság
A félszigeten olajbogyót, szőlőt, fügét termesztenek. A félszigeten hajógyár (Martinšćica), olajkikötő, olajfinomító és hőerőmű (Urinj) található. Jelentős az idegenforgalom, a félsziget a fiumeiek egyik kedvelt piknikező helye. A félsziget szinte teljes hosszúságában strandok találhatók, melyeket a nyári időszakban fürdőzők ezrei töltenek meg. Közülük a legismertebbek és legnépesebbek a Žurkovo, a Smokvinovo, a Svežanj, a Spužvina, a Podražica, a Nova voda és a Perilo. A félszigeten a tengerparti Fiume-Bakar út vezet át.